# Le Joueur de go
Pour plus de détails, voir Fiche technique et Distribution.
Le Joueur de go est un drame japonais réalisé par Kazuya Shiraishi et sorti en 2024,.

## Synopsis
Dans les années 1870, après que l'empereur Meiji a aboli le système féodal, Yanagida Kakunoshin, un ancien samouraï, mène une vie modeste avec sa fille à Tokyo en tant que fabricant de sceaux et dédie son temps libre au jeu de go avec une dignité qui force le respect. Quand son honneur est bafoué par des accusations calomnieuses, il décide d'utiliser ses talents de stratège pour mener le combat et obtenir réparation.

## Fiche technique
Sauf indication contraire, les informations mentionnées dans cette section peuvent être confirmées par les bases de données cinématographiques IMDb et Allociné,  présentes dans la section « Liens externes ».
- Titre original : 碁盤斬り (Gobangiri)
- Réalisation : Kazuya Shiraishi
- Scénario : Masato Kato
- Musique : Umitarō Abe
- Décors :
- Costumes :
- Photographie : Jun Fukumoto
- Son : Tomoharu Urata
- Montage : Hitomi Kato
- Production : Satoshi Akagi et Yukiko Tanigawa
- Société de production :
- Société de distribution : Art House
- Pays de production :  Japon
- Langue originale : japonais
- Format : couleur — 2,39:1 — son 5.1
- Genre : drame
- Durée : 130 minutes
- Dates de sortie :
  - Italie : 1er mai 2024 (Udine)
  - Japon : 17 mai 2024
  - France : 
    - 24 novembre 2024 (Paris)
    - 26 mars 2025 (en salles)

## Distribution
- Tsuyoshi Kusanagi (en) (VF : Alexis Victor) : Kakunoshin Yanagida
- Takumi Saitō (VF : Julien Allouf) : Hyogo Shibata
- Kaya Kiyohara (VF : Amandine Chaquin) : Kinu
- Masachika Ichimura (en) (VF : Guy Chapellier) : Chobei
- Kyōko Koizumi (VF : Nathalie Doudou) : Madame Oko
- Jun Kunimura (VF : Gabriel Le Doze) : Genbei Yorozuya
- Taishi Nakagawa (VF : Rémi Gutton) : Yakichi
- Eita Okuno (ja) (VF : Romain Altché) : Kajiki Samon
- Takuma Otoo (ja) (VF : Stéphane Pouplard) : Tokujiro